# Schutzmaßnahme (Elektrotechnik)
Eine Schutzmaßnahme bezeichnet in der Elektrotechnik die Vorkehrungen zum Schutz von Personen und Tieren gegen elektrischen Schlag infolge einer gefährlichen Berührungsspannung.

## Allgemeines
Eine Schutzmaßnahme besteht immer aus einer Kombination von zwei unabhängigen Schutzvorkehrungen, dem Basisschutz und dem Fehlerschutz. Dabei dürfen gefährliche aktive Teile unter Normalbedingungen nicht zugänglich bzw. nicht berührbar sein. Des Weiteren verhindert man im Fehlerfall das Zustandekommen von gefährlichen Berührungsspannungen an berührbaren leitfähigen Teilen bzw. Oberflächen.

### Basisschutz
Als Basisschutz bezeichnet man die Vorkehrung zum Schutz gegen direktes Berühren von aktiven Teilen, die unter normalen Betriebsbedingungen unter Spannung stehen. Sie kann durch die sogenannte Basisisolierung, durch Abdeckungen oder Umhüllungen gewährleistet sein.

### Fehlerschutz
Als Fehlerschutz bezeichnet man Vorkehrungen zum Schutz bei indirektem Berühren von berührbaren leitfähigen Teilen. Dabei handelt es sich um Körper oder leitfähige Teile (Oberflächen, Bedienelemente, Blechgehäuse) von elektrischen Betriebsmitteln, die bei Versagen des Basisschutzes gefährliche Berührungsspannung annehmen können. Zum Fehlerschutz gehörten die Schutzmaßnahmen
- doppelte oder verstärkte Isolierung (Schutzklasse II)
- Schutzerdung (Schutzklasse I)

### Zusatzschutz
Ein sogenannter Zusatzschutz ist nicht immer obligatorisch und darf nie alleinige Schutzmaßnahme sein. Ein Zusatzschutz vermag unter bestimmten Bedingungen vor Stromschlägen zu schützen, wenn Basis- und Fehlerschutz versagen. Zusatzschutz bieten zum Beispiel Fehlerstromschutzschalter und Fehlerlichtbogen-Schutzschalter.

## Einteilung der Schutzmaßnahmen
Es sind mehrere Schutzmaßnahmen vor zu hoher Berührungsspannung definiert, dabei wird unterschieden zwischen:
- netzunabhängigen Schutzmaßnahmen
- netzabhängigen Schutzmaßnahmen

### Netzunabhängige Schutzmaßnahmen
- Basisschutz
- Schutzkleinspannung SELV, PELV
- Schutzisolierung
- Schutztrennung
- Schutz durch Nichtleitende Räume

Bei diesen Schutzmaßnahmen ist kein Schutzleiter erforderlich. Bei PELV darf ein Schutzleiter verwendet werden.

### Netzabhängige Schutzmaßnahmen
Die Niederspannungsnetze werden in Mitteleuropa meist aus einem in Stern geschalteten Drehstromtransformator gespeist, siehe Dreiphasenwechselstrom|.
Frühere Netze mit in Dreieck geschalteten Trafospulen lieferten nur Leiter-Leiterspannungen ohne dass ein an Erde anschließbarer Nullleiter vorhanden war. Sie werden immer weiter abgebaut und kommen zunehmend seltener vor. Erkennbar sind die solche Netze an der erforderlichen zweipoligen Absicherung.
Netzformen sind TN-Systeme, TT-Systeme und IT-Systeme.
Schutzmaßnahmen richten sich nach dem Netztyp – nicht in allen Netzen ist jede Schutzmaßnahme realisierbar.

#### Schutz durch Abschaltung
Diese Schutzmaßnahmen sind nur als zusätzlicher Schutz zugelassen. Es wäre also nicht zulässig, ein Gerät zu betreiben, bei dem alle elektrisch leitenden und zum Betriebsstromkreis gehörenden Teile nicht isoliert werden, nur weil eine der nachfolgenden Schutzmaßnahmen angewendet wird.
- Abschaltung durch die Überstrom-Schutzeinrichtung im Falle eines Körperschlusses:
  - Schutzerdung
  - „klassische Nullung“ (überholt, nur Bestandsschutz)
- Fehlerspannungsschutzschalter (überholt)
- Fehlerstrom-Schutzschalter

Die hier genannten Schutzmaßnahmen dienen dem Schutz bei indirekter Berührung und nur im Falle des Fehlerstromschalters auch dem Schutz gegen direkte Berührung.

#### Schutz durch Meldung
Diese Schutzmaßnahme wird nur im IT-Netz angewendet, sie wird IT-System mit Isolationsüberwachung genannt. Früher nannte man diese Schutzmaßnahme Schutzleitungssystem.

#### Zusätzliche Maßnahmen
Als zusätzliche Maßnahmen gelten bei den Schutzmaßnahmen Schutz durch Abschaltung oder Meldung:
- Zusatzschutz
- Potentialausgleich
- zusätzlicher örtlicher Potentialausgleich
- Potentialsteuerung[2]

## Sondermaßnahmen
Neben den Maßnahmen die einen vollständigen Schutz bieten wie z. B. die Schutzisolierung, gibt es auch Maßnahmen die einen teilweisen Schutz bieten das sind:
- Schutz durch Abstand
- Schutz durch Hindernisse[5]

## Gesetze und Normen
- EN 61140:2002-03 + A1:2006-08 (IEC 61140:2001 + A1:2004 modifiziert; VDE 0140-1:2007-03) Schutz gegen elektrischen Schlag - Gemeinsame Anforderungen für Betriebsmittel und Anlagen
- HD 60364-4-41:2007-01 (IEC 60364-4-41:2005-12 modifiziert; VDE 0100-410:2007-06) Errichten von Niederspannungsanlagen – Teil 4-41: Schutzmaßnahmen – Schutz gegen elektrischen Schlag